# Renke
Renke este o localitate din comuna Litija, Slovenia, cu o populație de 49 de locuitori.